# Ubaldo Mirabelli
Ubaldo Mirabelli (Palermo, 25 luglio 1921 – 2 luglio 2008) è stato uno storico dell'arte, musicologo e giornalista italiano, sovrintendente del Teatro Massimo di Palermo dal 1977 al 1995.

## Biografia
Ubaldo Mirabelli nasce in una famiglia della migliore borghesia palermitana. Durante la seconda guerra mondiale combatte in Africa e in Sicilia, ottenendo una croce di guerra e la proposta per una medaglia d'argento. Dopo l'8 settembre 1943 pone in salvo tutti i suoi soldati, ma viene fatto prigioniero e deportato in Germania, da cui torna nel 1945. Prima di intraprendere l'insegnamento nelle scuole superiori (filosofia nei Paesi delle Madonie e poi storia dell'arte ad Agrigento, e infine al liceo classico Vittorio Emanuele II di Palermo), lavora per un certo periodo come pescatore; diventa poi giornalista professionista al Giornale di Sicilia, ove lavora fino al 1964, occupandosi di politica estera e di cultura tedesca; è il primo giornalista italiano ad intervistare Konrad Adenauer e per primo intuisce l'esistenza del petrolio in Sicilia; poi diviene critico musicale e conferenziere applauditissimo. A Palermo anima un sodalizio di giovani intellettuali, tra cui Antonio Pasqualino, Francesco Orlando, Gioacchino Lanza Tomasi e Francesco Agnello, che si riuniscono attorno al barone Pietro Sgadari di Lo Monaco e a Giuseppe Tomasi di Lampedusa; tra i suoi amici più stretti, troviamo anche il poeta Lucio Piccolo, il corrispondente della Rai da Londra Sandro Paternostro, il pittore Renato Guttuso e gli scrittori Vitaliano Brancati e Leonardo Sciascia.
Ha sposato nel 1957 il soprano Elvira Galassi, che tra il 1955 ed il 1956 cantava alla Scala con la Callas; dal loro matrimonio è nato Sergio (1959-2025). 
Nel 1974 chiude per inagibilità il Teatro Massimo. Mirabelli ne viene nominato sovrintendente dal 1977 al 1995, con il compito di prepararne la riapertura, che avverrà nel 1997
Nel 2019 è stata pubblicata una sua biografia, a cura di Salvatore Cangelosi, con postfazione di Piero Violante, in cui viene rivelato che fu Mirabelli a scrivere a Elio Vittorini la lettera in cui lo invitava a pubblicare Il Gattopardo di Tomasi di Lampedusa. 

## Opere
- Momenti del teatro musicale, Publisicula, Palermo 1977.
- Palermo, città d'arte - Palermo Kunststadt, Priulla, Palermo 1980.
- Nella luce di Palermo, Sellerio, Palermo 1982.
- Il coro dell'Abbazia di San Martino, Abbazia di San Martino delle Scale, Palermo 1985.
- Il teatro musicale nel 17. e 18. secolo, Jaka Book, Milano 1993.